# Pancreas
Pancreas és la segona cançó del disc Straight Outta Lynwood de "Weird Al" Yankovic. Ens parla de l'afecte que té el cantant pel seu pàncrees i de les funcions biològiques d'aquest. També fa saber, en clau d'humor, que cada pàncrees atrau a tots els altres pàncrees de l'univers amb una força proporcional al producte de les seves masses i inversament proporcional a la distància entre ells.